# Линдер, Эрика
Эрика Линдер (швед. Erika Linder; род. 11 мая 1990, Сундбюберг) — шведская модель и актриса, известная своей андрогинной внешностью.

## Биография
Родилась в 1990 году. Ее семья проживала в сельской местности недалеко от Стокгольма. У Эрики есть сестра-близнец, по отношению к которой, как говорит сама шведка, она чувствует себя скорее братом. Именно поэтому многих интересует ориентация Эрики Линдер.
Девочка с детства занималась творчеством. Особенно проявилась любовь к музыке. Эрика училась игре на гитаре и фортепиано. Кроме того, будущая модель писала стихи. В 14 лет на концерте её заметил представитель модельного агентства.Девушка никогда не мечтала о модельной карьере, поэтому отказала агентству. Это решение было неправильным, так как в дальнейшем, ей все-таки пришлось работать именно в данном направлении. В старших классах она изучала право и год отучилась на языковом факультете университета. До 19 лет Линдер также занималась футболом. Однако однообразный образ жизни быстро наскучил Эрике. Она мечтала путешествовать и решила, что, работая моделью, эту мечту очень легко осуществить.
Первые годы работы дались девушке нелегко, ведь носить высокие каблуки и короткие платья Эрике было крайне непривычно. Но вскоре необычную внешность модели стали использовать по-другому.
В 2011 году Эрика обратила на себя внимание яркой фотосессией для журнала Candy , где она предстала в образе юного Леонардо Ди Каприо. На неё обратили внимание Том Форд и дом моды Louis Vuitton, предложившие сотрудничество. В 2014 году заключила контракт со шведской компанией JC Jeans. Является моделью ведущего скандинавского агентства MIKAs.
В 2013 году Эрика Линдер снялась в клипе американской певицы Кэти Перри на песню Unconditionally, а в 2015-м появилась в видео Empire исландцев Of Monsters and Men. В 2016 году она дебютировала в полнометражном кино — провокационной мелодраме «Ниже её губ», премьера которого состоялась на престижном кинофестивале в Торонто. Впрочем, критики весьма прохладно встретили картину. Так, на сайте Rotten Tomatoes фильм имеет только 20 % положительных рецензий.
Проживает в Лос-Анджелесе.